# Peter Kleist
Bruno Peter Kleist (* 29. Januar 1904 in Marienwerder; † 6. November 1971 in München) war ein deutscher politischer Schriftsteller und Diplomat. Sein Interesse galt vor allem der Ostpolitik. In der Zeit des Nationalsozialismus arbeitete Kleist in einer führenden Position im Reichsministerium für die besetzten Ostgebiete (RMfdbO), das von dem NS-Chefideologen Alfred Rosenberg geleitet wurde. Nach 1945 machte er sich in der noch jungen Bundesrepublik Deutschland als rechtsextremer Journalist und Buchautor zu Themen rund um die deutsche Ostpolitik einen Namen.

## Biografie
Geboren als Sohn eines Regierungsrates besuchte Kleist das Gymnasium in Danzig und Berlin. Das Abitur erlangte er 1923 am Askanischen Gymnasium. Vom Wintersemester 1923 bis zum Sommersemester 1925 studierte er an der Technischen Hochschule Danzig Chemie. Nebenher widmete er sich dem Sprachstudium. Kleist beherrschte mehrere Fremdsprachen (Englisch, Französisch, skandinavische Sprachen, Polnisch und Russisch). 1924 wurde er Mitglied des Corps Baltica Danzig. Anschließend studierte Kleist vom Wintersemester 1925 bis zum Sommersemester 1929 und vom Sommersemester 1931 bis zum Wintersemester 1931 in Berlin sowie vom Wintersemester 1929 bis zum Wintersemester 1930 in Halle/Saale Rechtswissenschaften. Nach dem Referendariat am Oberlandesgericht Naumburg/Saale wurde Kleist Ende 1931 mit der Dissertation Die völkerrechtliche Anerkennung Sowjet-Rußlands zum Dr. jur. (bewertet mit magna cum laude) promoviert. Von Anfang 1932 bis Sommer 1936 war Kleist Mitarbeiter in der Berliner Vertretung der preußischen Provinzen Ostpreußen und Grenzmark Posen-Westpreußen. Zum 1. August 1932 trat er der NSDAP bei (Mitgliedsnummer 1.277.679). Noch im gleichen Jahr wurde er Mitglied der SS und war ab 1933 für den Sicherheitsdienst der NSDAP tätig.
Gleichzeitig wurde Kleist Anfang 1932 Dozent für Außenpolitik und Handelsrecht an der Deutschen Hochschule für Politik in Berlin. Von 1934 bis Mitte 1936 war Kleist Geschäftsführer der Deutschen Hochschule für Politik in Berlin. Anschließend arbeitete er bis Ende 1942 als Referent für Ostpolitik in der Dienststelle von Joachim von Ribbentrop. Zugleich zu seiner Tätigkeit als Referent für Ostpolitik war Kleist Vorsitzender der Deutsch-Polnischen Gesellschaft. Am 31. August 1939 formulierte Kleist im Hauptreferat Ost der Dienststelle Ribbentrop seine schriftliche Bitte, dass er Einsicht in die Telegramme vom Auswärtigen Amt für sein Arbeitsgebiet (Baltische Staaten, Polen, Sowjetunion) erhalte.
Nach Kleists späterer eigenen Aussage leitete er ab 1936 das „Polen-Referat“ der Dienststelle Ribbentrop. In den 1930er Jahren wurde er zudem zum SS-Obersturmbannführer befördert.
Anfang August 1940 führte Peter Kleist in seiner Funktion als „Ost-Experte“ Ribbentrops und Mitglied des Sicherheitsdienstes (SD) Gespräche mit Kazys Schkirpa, dem ehemaligen litauischen Generalstäbler und Militärattaché sowie Botschafter seines Landes in Berlin. Vorausgegangen war ein Gespräch zwischen Schkirpa und Georg Leibbrandt im Berliner Eden-Hotel am 20. Juni 1940, vier Tage nach dem Einmarsch der Roten Armee in Litauen. In der Folge dieser Gespräch mit Leibbrandt und Kleist formierte Schkirpa aus litauischen Emigranten die paramilitärische, antisemitische Litauische Front der Aktivisten (LAF), deren Aufgabe es war, als „Sondergruppe A“ Sabotageakte und die Demoralisierung im sowjetischen Hinterland vorzubereiten. Politisches Ziel von Schkirpa war ein Aufstand in Litauen, der nach dem Einmarsch der deutschen Truppen ausbrechen sollte.
Von Ende 1942 und Mitte 1945 war Kleist in der Position eines Ministerialdirigenten Leiter der Abteilung „Ostland“ im Ostministerium und als Verbindungsoffizier des Ministeriums zur Heeresgruppe Nord. Ebenso arbeitete er im Stab des Stellvertreters des Führers als Beauftragter der NSDAP in außenpolitischen Fragen.
Von Mitte 1945 bis Mitte 1947 war Kleist interniert. In der Nachkriegszeit wurde Kleist Redakteur und Chefredakteur in verschiedenen neofaschistischen Zeitungen und Zeitschriften. Als Chefredakteur publizierte er die Soldatenzeitung; zudem war er Mitarbeiter der Zeitschrift Nation Europa. Der Historiker für Zeitgeschichte Hans Buchheim urteilte 1954 über seine Publikationen nach 1945: „Es ist ausgeschlossen, die Unzahl von Verdrehungen, Beschönigungen und Unwahrheiten auch nur zu nennen, geschweige denn zu analysieren und so den Sumpf von Unaufrichtigkeit gleichsam trocken zu legen.“
In seinen 1950 publizierten Erinnerungen Zwischen Hitler und Stalin behauptete Kleist, bei seinen diplomatischen Sondierungen in Stockholm 1943 sei die Initiative zu Gesprächen über einen Separatfrieden von der Sowjetunion ausgegangen. Einige Historiker folgten Kleist zunächst in seiner Darstellung, bis sich seine Behauptung Ende der 1980er Jahre als unrichtig herausstellte.
1958 gehörte Kleist zu den Gründern der Deutschen Wochen-Zeitung mit Sitz in Hannover, bei der er für außenpolitische Themen zuständig war.
Im Jahre 1960 gründete er zusammen mit anderen ehemaligen Angehörigen der NSDAP und der SS die „Gesellschaft für Freie Publizistik“ (GfP). 1973 erschien letztmals sein Buch Wer ist Willy Brandt? in der bis dahin bereits 12. Auflage. Danach folgten keine weiteren Veröffentlichungen seiner Bücher mehr.
Am 6. November 1971 verließ er eine Münchener Klinik mit einer unbehandelbaren Tumorerkrankung und starb noch am gleichen Tag durch Freitod.